# Salado (Argentinië)
De Salado (Spaans: Río Salado) of Salado del Norte is een rivier die over een afstand van 2.011 kilometer door Argentinië stroomt. De Salado mondt in de omgeving van Santa Fe uit in de Paraná, een van de belangrijkste rivieren in Zuid-Amerika, en onderdeel van het omvangrijke Plata bekken.

## Ligging
De rivier heeft zijn bron op de oostelijke rand van het hoogland van de Andes, de Altiplano, bij Salta. De rivier stroomt door de provincie Salta, Santiago del Estero en Santa Fe. Na de eerste afdeling van de flanken van de Andes stroomt de rivier benedenstrooms door de Gran Chaco.